# Séisme en Tchétchénie en 2008

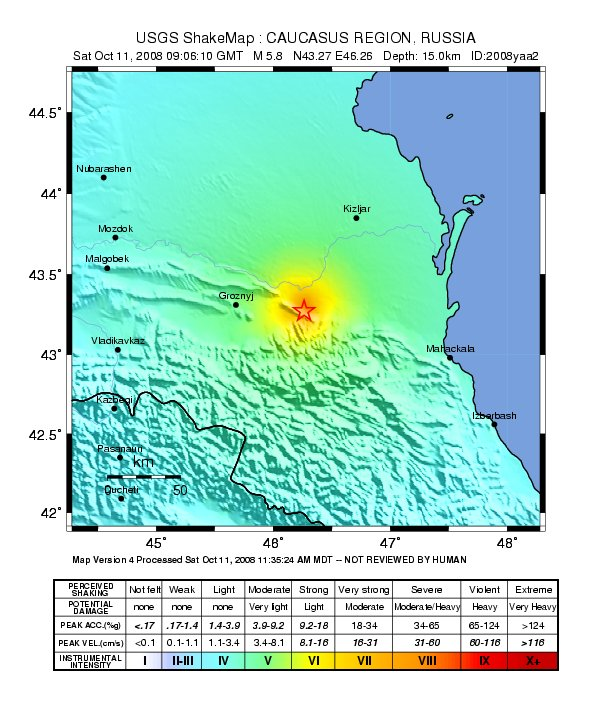
ShakeMap pour l'événement

 Le tremblement de terre de 2008 en Tchétchénie s'est produit le 11 octobre à 09:06:10 UTC en Tchétchénie, avec une magnitude de 5,8 qui a fait au moins 13 morts, dans les districts de Goudermes, Chalinski et Kourchaloyevski. La secousse principale et une série de répliques ont été ressenties dans tout le Caucase du Nord, et même en Arménie et en Géorgie. Environ 116 personnes ont été blessées.
Le Daghestan, l'Ingouchie, l'Ossétie du Nord et Stavropol ont également connu des secousses,  avec un total de 16 secousses entre 3 et 6 sur l'échelle de Richter[réf. nécessaire]. Certaines secousses ont duré jusqu'à 30 secondes, causant de graves dommages structurels dans deux districts tchétchènes et laissant 52 000 personnes sans électricité dans trois districts. Les communications et le transport routier en Tchétchénie ont également été perturbées. 
Cinq cents familles de la ville de Kourtchaloï ont eu besoin d'abris sous tente et l'hôpital local a été évacué. Les dégâts ont été minimes à Grozny, la capitale de la Tchétchénie, se limitant principalement à des vitres brisées.
Ramzan Kadyrov, le président de la Tchétchénie, a déclaré : « Nous avons reçu des informations sur les dégâts dans plusieurs régions... Chaque victime recevra l'aide et le soutien nécessaires. ». 